# Parectatina signata
Parectatina signata är en skalbaggsart som först beskrevs av Charles Joseph Gahan 1907.  Parectatina signata ingår i släktet Parectatina och familjen långhorningar. Inga underarter finns listade i Catalogue of Life.